# Nasser Moghadam

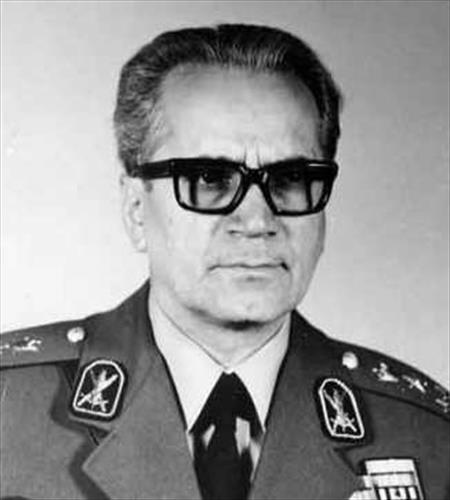
Nasser Moghadam

Nasser Moghadam (persisch ناصر مقدم; * 1921 in Teheran; † 11. April 1979) war ein iranischer Generalleutnant und letzter Leiter des Geheimdienstes SAVAK.

## Leben
Moghadam löste im Juni 1978 überraschend Nematollah Nassiri als Geheimdienstchef ab. Moghadam war zuvor Leiter der militärischen Gegenspionage, galt als Gegner der Folter und sollte für eine bessere Anbindung der Armee an den Geheimdienst sorgen.
Nach der iranischen Revolution wurde Moghadam, wie seine Vorgänger Nassiri und Hassan Pakravan, vor Gericht gestellt und hingerichtet.